# 스틸베노이드

레스베라트롤은 생물학적으로 중요한 스틸베노이드이다.

스틸베노이드(Stilbenoid)는 스틸벤의 수산화된 유도체이다. 이들은 C6–C2–C6 구조를 가지고 있다. 생화학적으로 이들은 페닐프로파노이드 계열에 속하며 칼콘과 대부분의 생합성 경로를 공유한다. 대부분의 스틸베노이드는 식물에 의해 생산되며, 유일하게 알려진 예외는 그람 음성 세균인 광발광세균에 의해 생합성되는 항균성 스틸베노이드 약물인 타피나로프이다.

## 화학
스틸베노이드는 스틸벤의 수산화된 유도체이며 C6–C2–C6 구조를 가지고 있다. 이들은 페닐프로파노이드 계열에 속하며 칼콘과 대부분의 생합성 경로를 공유한다. 자외선 조사 하에서 스틸벤과 그 유도체는 스틸벤 광환화 반응이라고 불리는 분자 내 고리화를 통해 다이하이드로페난트렌을 형성한다. 올리고머 형태는 올리고스틸베노이드로 알려져 있다.

## 종류
아글리콘
- 노르웨이 가문비나무 뿌리의 피세아탄놀
- 피노실빈은 소나무과 나무에서 발견되는 곰팡이 감염으로부터 나무를 보호하는 항진균성 물질이다.
- 아몬드, 소나무, 산앵도나무속 열매의 프테로스틸벤
- 포도의 레스베라트롤

글리코사이드
- 노르웨이 가문비나무 껍질의 아스트린진
- 피세이드는 포도 주스에 들어있는 레스베라트롤 유도체이다.

## 생산
스틸베노이드는 다양한 식물에서 생산된다. 예를 들어 나무의 심재 형성의 2차 산물로 식물 방어 물질로 작용할 수 있다. 또 다른 예로는 포도에서 발견되며 건강상 이점이 있다고 알려진 항진균성 물질인 레스베라트롤이 있다. 암펠롭신 A와 암펠롭신 B는 왕머루에서 생산되는 레스베라트롤 이합체이다.
세균성 스틸베노이드인 (E)-3,5-다이하이드록시-4-아이소프로필-트랜스-스틸벤은 Heterorhabditis라고 불리는 곤충 기생 선충의 세균성 공생체인 광발광세균에 의해 생산된다.
스틸베노이드는 카나비스 사티바에 존재하는 이차 대사산물이다.

## 특성
일부 연구에서는 소나무 시들음병과 같은 일부 나무 질병에 대한 저항성에 식물 방어 물질이 기여하는 것으로 제시되었다.

## 같이 보기
- 콤브레타스타틴 - 대부분 스틸베노이드이다.
- 다이하이드로스틸베노이드 - 다리 부분에 이중 결합이 없다.
- 식품 내 항산화제 목록
- 식품 내 식물화학물질 목록
- 식물화학
- 이차 대사산물
- 스틸베스트롤

## 서적
- Hillis, W.E. (1987). 《Heartwood and Tree Exudates》. Berlin, Heidelberg: Springer Berlin Heidelberg. ISBN 978-3-642-72534-0.
- YAMADA, Toshihiro; ITO, Shin-ichiro (1993). 《Chemical Defense Responses of Wilt-Resistant Pine Species, Pinus strobus and P. taeda, against Bursaphelenchus xylophilus Infection.》. 《Japanese Journal of Phytopathology》 59. 666–672쪽. doi:10.3186/jjphytopath.59.666.